# Saint-Jean-la-Fouillouse
Saint-Jean-la-Fouillouse este o comună în departamentul Lozère din sudul Franței. În 2009 avea o populație de 164 de locuitori.

## Evoluția populației
| An        | 1975 | 1982 | 1990 | 1999 | 2006 | 2009 |
| --------- | ---- | ---- | ---- | ---- | ---- | ---- |
| Populație | 264  | 222  | 175  | 148  | 160  | 164  |